# Edward Kantecki
Edward Kantecki (ur. 10 października 1896 w Grabowie nad Prosną, zm. 12 marca 1981 w Warszawie) – porucznik Wojska Polskiego w II Rzeczypospolitej, kawaler Orderu Virtuti Militari.

## Życiorys
Był synem Antoniego i Marii z Witkowskich. 
Ukończył gimnazjum humanistyczne w nadreńskim Andernach, a w roku 1915 został wcielony do armii Cesarstwa Niemieckiego. Od roku 1916 przebywał w niewoli francuskiej, po zwolnieniu z której wstąpił (w 1918 r.) do armii generała Józefa Hallera. Ukończył szkołę oficerską w Camp du Ruchard i został w grudniu 1918 r. mianowany na stopień podporucznika. W maju następnego roku powrócił do Polski, a trzy miesiące później (w sierpniu 1919 r.) został awansowany do rangi porucznika.
W szeregach 42 pułku piechoty wziął udział w wojnie polsko-bolszewickiej. Odznaczył się w dniu 16 sierpnia 1920 r. w trakcie walk pod Pińskiem, kiedy to powstrzymał odwrót polskich jednostek. Wyróżniał się jako doskonały oficer zwiadu. Za swą postawę odznaczony został Krzyżem Srebrnym Orderu Virtuti Militari. Nadanie to zostało następnie potwierdzone dekretem Wodza Naczelnego marszałka Józefa Piłsudskiego L.11434.VM z 3 lutego 1922 roku (opublikowanym w Dzienniku Personalnym Ministerstwa Spraw Wojskowych Nr 2 z dnia 18 lutego 1922 r.). Na podstawie „Rocznika Oficerskiego 1924” został przeniesiony do pospolitego ruszenia. W marcu 1930 został zwolniony od powszechnego obowiązku wojskowego. W grudniu 1934 ogłoszono unieważnienie zarzdządzeń MSWojsk. na podstawie, których został przeniesiony do pospolitego ruszenia, a następnie zwolniony od powszechnego obowiązku wojskowego, a tym samym utrzymano w mocy zaliczenie do rezerwy w stopniu porucznika ze starszeństwem z 1 czerwca 1919 i 2177,5 lokatą dla „Rocznika Oficerskiego Rezerw 1934” oraz z przydziałem do 71 pułku piechoty.
Po demobilizacji studiował na Uniwersytecie Poznańskim, a następnie pracował na różnych stanowiskach urzędniczych. Od roku 1929 zatrudniony był w Dyrekcji Naczelnej Lasów Państwowych, w związku z czym przeniósł się do Warszawy. W okresie okupacji niemieckiej mieszkał w Radomiu, a po powstaniu warszawskim pracował w Jędrzejowie. Po wyzwoleniu powrócił do stolicy i do czasu przejścia na emeryturę (w roku 1974) pracował w Polskiej Agencji Drzewnej „Paged”, między innymi jako specjalista w dziedzinie tarcicy i brakarz. Zmarł w Warszawie i spoczął na tamtejszym cmentarzu wolskim. 
Od roku 1929 jego żoną była Stefania z domu Plewińska, z którą miał córki: Zofię Barbarę i Wandę Annę oraz syna Antoniego. 

## Ordery i odznaczenia
- Krzyż Srebrny Orderu Virtuti Militari nr 4536[6]
- Krzyż Walecznych